# Liste der Nummer-eins-Hits in den Niederlanden (1973)
Diese Liste enthält alle Nummer-eins-Hits in den Niederlanden im Jahr 1973. Es gab in diesem Jahr 16 Nummer-eins-Singles und elf Nummer-eins-Alben.
| Singles | Alben |
| --- | --- |
| - The Osmonds – Crazy Horses - 7 Wochen (16. Dezember 1972 – 2. Februar 1973) - The Sweet – Blockbuster - 4 Wochen (3. Februar – 2. März) - Chi Coltrane – Go like Elijah - 3 Wochen (3. März – 23. März) - The Osmonds – Down by the Lazy River - 2 Wochen (24. März – 6. April) - Mort Shuman – Le lac majeur - 3 Wochen (7. April – 27. April) - Cliff Richard – Power to All Our Friends - 4 Wochen (28. April – 25. Mai) - Dawn – Tie a Yellow Ribbon Round the Ole Oak Tree - 2 Wochen (26. Mai – 8. Juni) - Redbone – We Were All Wounded at Wounded Knee - 5 Wochen (9. Juni – 13. Juli) - Sharif Dean – Do You Love Me - 5 Wochen (14. Juli – 17. August) - Freddy Breck – Rote Rosen - 4 Wochen (18. August – 14. September) - Golden Earring – Radar Love - 3 Wochen (15. September – 5. Oktober) - Demis Roussos – My Friend the Wind - 2 Wochen (6. Oktober – 19. Oktober) - The Rolling Stones – Angie - 4 Wochen (20. Oktober – 16. November) - The Hollies – The Day that Curly Billy Shot Down Crazy Sam McGee - 2 Wochen (17. November – 30. November) - Demis Roussos – Schönes Mädchen aus Arcadia - 2 Wochen (1. Dezember – 14. Dezember) - Gerard Cox – ’t Is weer voorbij die mooie zomer - 5 Wochen (15. Dezember 1973 – 18. Januar 1974) | - Jaap Dekker Boogie Set – Nursery Rhymes - 2 Wochen (23. Dezember 1972 – 5. Januar 1973, insgesamt 5 Wochen) - The London Symphony Orchestra & Chamber Choir with Guest Soloist – Tommy (Rock Opera) - 4 Wochen (6. Januar – 2. Februar) - Jaap Dekker Boogie Set – Nursery Rhymes - 3 Wochen (3. Februar – 23. Februar, insgesamt 5 Wochen) - Thijs van Leer – Introspection - 3 Wochen (24. Februar – 16. März) - Alice Cooper – Billion Dollar Babies - 10 Wochen (17. März – 25. Mai) - The Beatles – 1962 – 1966 - 3 Wochen (26. Mai – 15. Juni, insgesamt 8 Wochen) - The Beatles – 1967 – 1970 - 1 Woche (16. Juni – 22. Juni) - The Beatles – 1962 – 1966 - 5 Wochen (23. Juni – 27. Juli, insgesamt 8 Wochen) - Fred Stuger – When Stones Are Rolling - 8 Wochen (28. Juli – 21. September) - Demis Roussos – Forever and Ever - 1 Woche (22. September – 28. September, insgesamt 12 Wochen) - Golden Earring – Moontan - 1 Woche (29. September – 5. Oktober) - Demis Roussos – Forever and Ever - 3 Wochen (6. Oktober – 26. Oktober, insgesamt 12 Wochen) - The Rolling Stones – Goats Head Soup - 1 Woche (27. Oktober – 2. November) - Demis Roussos – Forever and Ever - 8 Wochen (3. November – 28. Dezember, insgesamt 12 Wochen) - Gerard Cox – De beste van Gerard Cox - 2 Wochen (29. Dezember 1973 – 11. Januar 1974) |